# Associazione Vogherese Calcio 1930-1931
Questa voce raccoglie le informazioni riguardanti l'Associazione Vogherese Calcio nelle competizioni ufficiali della stagione 1930-1931.

## Rosa
| N. |                   | Ruolo | Calciatore        |
| -- | ----------------- | ----- | ----------------- |
|    | Italia (bandiera) | D     | Cesare Blondet    |
|    | Italia (bandiera) | P     | Cesare Casirago   |
|    | Italia (bandiera) | A     | Luigi Cresta      |
|    | Italia (bandiera) | A     | Luigi Denari      |
|    | Italia (bandiera) | A     | Guido Doria       |
|    | Italia (bandiera) | A     | Alfio Ferretti    |
|    | Italia (bandiera) | P     | Riccardo Franzini |
|    | Italia (bandiera) | D     | Giovanni Fusi     |
|    | Italia (bandiera) | A     | Amato Gastaldi    |

| N. |                   | Ruolo | Calciatore       |
| -- | ----------------- | ----- | ---------------- |
|    | Italia (bandiera) | D     | Giovanni Goretta |
|    | Italia (bandiera) | A     | Cesare Mandosso  |
|    | Italia (bandiera) | C     | Natale Muratori  |
|    | Italia (bandiera) | A     | Antonio Peternel |
|    | Italia (bandiera) | A     | Giovanni Pozzi   |
|    | Italia (bandiera) | C     | Alfonso Preti    |
|    | Italia (bandiera) | P     | Pierino Quarleri |
|    | Italia (bandiera) | C     | Oreste Rotta     |
|    | Italia (bandiera) | A     | Giuseppe Torchio |

## Arrivi e partenze
| Acquisti | Acquisti              | Acquisti             | Acquisti   |
| -------- | --------------------- | -------------------- | ---------- |
| ?        | Luigi Angeleri (1913) | Valenzana            | definitivo |
| P        | Cesare Casirago       | Minerva              | definitivo |
| P        | Riccardo Franzini     | Acc. e Ferriere Novi | definitivo |
| D        | Giovanni Goretta      | Derthona             | definitivo |
| A        | Natale Giacomin       | Casale               | definitivo |
| P        | Bruno Midali          | Varese               | definitivo |
| A        | Giuseppe Torchio      | Astigiani            | definitivo |

| Cessioni | Cessioni            | Cessioni            | Cessioni   |
| -------- | ------------------- | ------------------- | ---------- |
| A        | Severino Bidone     | ???                 | definitivo |
| C        | Massimo Comerio     | ???                 | definitivo |
| A        | Renato Ferretti     | Messina             | definitivo |
| D        | Carletto Gambarotta | fine carriera       | definitivo |
| P        | Luigi Gho           | fine carriera       | definitivo |
| A        | Luigi Lodi          | Casteggio           | definitivo |
| A        | Giovanni Maggio     | Sampierdarenese     | definitivo |
| ?        | Carlo Merli         | Milan               | definitivo |
| A        | Gino Olivati        | Odero-Terni Orlando | definitivo |
| ?        | Eolo Perelli        | ???                 | definitivo |
| ?        | Emilio Savino       | fine attività ?     | definitivo |
| A        | Attilio Veroni      | Pro Patria          | definitivo |